# Jan I Scholastyk
Jan I Scholastyk (oświęcimski) (ur. pomiędzy 1305 a 1311, zm. 1372, przed 29 września), książę oświęcimski w latach 1321/4-1372. 

## Życiorys
Jan I był jedynym synem księcia oświęcimskiego Władysława i Eufrozyny mazowieckiej. Został przez ojca przeznaczony do kariery duchownej i już 15 grudnia 1321, jako kilkunastoletni chłopiec został mianowany scholastykiem krakowskim przez papieża Jana XXII, co jest faktem o tyle dziwnym, że Jan był jedynym dziedzicem swego ojca.
Śmierć ojca - Władysława Oświęcimskiego, najpóźniej w 1324 i przejęcie władzy w księstwie skłoniły jednak Jana do porzucenia stanu duchownego (do 1325 władzę w księstwie w jego imieniu sprawowała matka Eufrozyna będąc regentką). W 1325 książę oświęcimski ożenił się z nieznaną bliżej kobietą.
Rezygnując z życia w stanie duchownym, Jan korzystał dalej z dochodów ze scholasterii w Krakowie, co stało się przedmiotem interwencji papieża Grzegorza XI oskarżającego księcia o zabór 5000 grzywien i 500 florenów. Nie bez znaczenia był też udział oddziałów Jana w napadach na dobra klasztorne w Mogile i Rudach Raciborskich.
W polityce zagranicznej Jan stał się wiernym wykonawcą interesów Luksemburgów, w czym całkowicie odszedł od linii kreowanej za rządów jego ojca. 24 lutego 1327 wraz z innymi książętami górnośląskimi złożył hołd lenny Janowi Luksemburskiemu w Bytomiu. Krok ten nie przyniósł jednak księciu żadnej zmiany w jego położeniu, gdyż Jan musiał z konieczności zaakceptować wszelkie pociągnięcia suwerena (m.in. w 1327 musiał bezsilnie obserwować nadanie jego księstwa w razie braku męskiego potomstwa Kazimierzowi cieszyńskiemu, a 1337 zgodzić się na objęcie Księstwa Raciborskiego przez Przemyślidów Opawskich). W 1333 roku dokonał lokacji Zembrzyc.
W 1355 Jan uczestniczył w zjeździe książąt w Pradze, gdzie pośredniczył w sporze dotyczącym podziału księstwa bytomskiego pomiędzy liniami Piastów: cieszyńską i oleśnicką. Ponownie jako rozjemca tego sporu został Jan wyznaczony przez strony w 1369. W 1370 roku przejął część Gliwic od córki Bolesława bytomskiego - Eufemii
Jan był dwukrotnie żonaty. Imienia pierwszej żony nie znamy. Z małżeństwa tego dochował się jedynego syna Jana II. Około 1360 Jan I ożenił się powtórnie z Salomeą, córką Henryka II Reussa von Plauen. Drugi związek pozostał bezdzietny. 
Jan I Scholastyk zmarł w 1372 i został pochowany w klasztorze dominikańskim w Oświęcimiu, którego był wielkim dobrodziejem. Zasługi Jana doceniła kapituła prowincjonalna w Płocku w 1372 nakazująca modły w intencji zmarłego księcia w całym kraju.